# Yuibutsuron Kenkyūkai
Die Yuibutsuron kenkyūkai (jap. 唯物論研究会, abgekürzt Yuiken) war eine Forschungsgruppe in Japan, die 1932 von Tosaka Jun, Saigusa Hiroto und Oka Kunio gegründet wurde.

## Ausrichtung
Um Kontrollen aufgrund des Gesetzes zur Aufrechterhaltung der öffentlichen Sicherheit zu vermeiden, wurde sie mit dem Ziel einer allgemeinen Forschung über Materialismus gegründet, ohne dabei die Form einer Gruppe von Marxisten anzunehmen, wodurch auch Wissenschaftler teilnahmen, die nicht unbedingt den Standpunkt des Marxismus vertraten (z. B. Terada Torahiko, Physiker). Dennoch wurde die Gruppe 1938 zur Auflösung gedrängt.

## Geschichte
Obwohl ihre aktive Zeit kurz war, hatte sie – durch die Veröffentlichung der Yuibutsuron zensho (Gesamte Schriften über Materialismus) – über die damalige Gedankenwelt hinaus, einen großen Einfluss auf die Materialismusforschung Nachkriegsjapans. Ihre Zeitschrift Yuibutsuron kenkyū (Forschungen über Materialismus) wurde von November 1932 bis zur 65. Ausgabe im März 1938 veröffentlicht. Nach der Auflösung wurde die Nachfolgezeitschrift Geigaku (Wissenschaft und Kunst) vom folgenden April bis November veröffentlicht, dann aber wieder kontrolliert und kurz vor Herausgabe der Dezemberausgabe (insgesamt 74 Nummern) von den zuständigen Behörden beschlagnahmt und zur Einstellung gezwungen. (Ein Nachdruck wird vom Verlag Aoki Shoten herausgegeben, von dieser Dezemberausgabe gibt es jedoch keine Aufzeichnungen).
Die objektiven Gedanken aus dem Einfluss Tosaka Juns sowie deren Klarheit sind die Merkmale des Denkens dieser Forschungsgruppe.

## Hauptmitglieder
- Kunikawa Haruki
- Mita Sekisuke
- Ishiwara Atsushi (Jun)
- Iwasaki Akira
- Oka Kunio
- Kakehashi Akihide
- Gushima Kanesaburō
- Gozai Yoshishige
- Koyama Kōken
- Saigusa Hiroto
- Tosaka Jun
- Nagata Hiroshi
- Hattori Shisō
- Honda Shūrō
- Mori Kōichi